# XI з'їзд КП(б)У
XI (Одинадцятий) з'їзд КП(б)У — з'їзд Комуністичної партії (більшовиків) України, що відбувся 5—15 червня 1930 року в Харкові.
На з'їзд було обрано 760 делегатів з ухвальним голосом і 254 — з дорадчим, які представляли 210 105 членів і 109 347 кандидатів у члени партії.

## Порядок денний
Порядок денний з'їзду:
1. Доповідь про роботу ЦК ВКП(б).
2. Доповідь про роботу ЦКК ВКП(б).
3. Політичний звіт ЦК КП(б)У.
4. Організаційний звіт ЦК КП(б)У.
5. Звіт Центральної ревізійної комісії.
6. Звіт ЦКК КП(б)У.
7. Про виконання п'ятирічного плану промисловості України.
8. Про колгоспний рух і піднесення сільського господарства України.
9. Про завдання профспілок у реконструктивний період.
10. Вибори керівних органів КП(б)У.

## Рішення та резолюції
Основою всіх прийнятих з'їздом рішень стали тези ЦК ВКП(б) до XVI з'їзду партії. Делегати з'їзду одностайно схвалили політичну й організаційну лінію ЦК ВКП(б). Підбивши підсумки роботи ЦК КП(б)У за звітний період, з'їзд констатував, що на основі ленінської політики було досягнуто значних успіхів у господарстві, культурному будівництві й підвищенні матеріального добробуту трудящих. Цих успіхів здобуто завдяки рішучій боротьбі партії за єдність своїх рядів, в результаті ідейного й організаційного розгрому троцькізму, непримиренної боротьби проти правого ухилу у ВКП(6).
У результаті здійснення генеральної лінії партії на індустріалізацію країни питома вага промисловості в усій продукції народного господарства УРСР піднялася з 44 % у 1926/27 до 60 % у 1929/30, а важкої промисловості — з 37,7 % до 45,4 %. З'їзд розробив заходи, спрямовані на виконання п'ятирічки за 4 роки, зобов'язав ЦК КП(б)У прискорити темпи розвитку провідних галузей промисловості, а також транспорту. Особливу увагу було звернено на підвищення продуктивності праці і зниження собівартості продукції.
Здійснюючи соціалістичну реконструкцію сільського господарства, масову колективізацію сільського господарства на основі кооперативного плану В. І. Леніна, партія на час роботи з'їзду домоглася усуспільнення 47 % посівної площі і 35 % сільських господарств. У резолюції «Про колгоспний рух і піднесення сільського господарства України» з'їзд високо оцінив роль МТС, двадцятип'ятитисячників, визначив конкретні завдання партії в розвитку сільського господарства.
З'їзд рішуче засудив намагання правих ухильників використати тимчасові труднощі в здійсненні колективізації для дискредитації лінії партії в колгоспному будівництві. З'їзд поставив перед партією завдання і надалі вести послідовну боротьбу проти націонал-ухильництва і насамперед проти українського буржуазного націоналізму.
З'їзд розробив широку систему заходів, спрямованих на дальше підвищення культурного рівня трудящих. По доповіді про завдання профспілок, підкресливши провідну роль робітничого класу в будівництві соціалізму, з'їзд схвалив тези ЦК ВКП(б) до XVI з'їзду ВКП(б) з цього питання.

## Керівні органи партії
Обрано Центральний Комітет у складі 75 членів та 45 кандидатів у члени ЦК, Центральну Контрольну комісію в складі 106 членів, Ревізійну комісію в складі 9 членів.

### Члени Центрального комітету
- Алексєєв Микита Олексійович
- Балицький Всеволод Аполлонович
- Богданов
- Бойченко Олександр Максимович
- Бородай М. І.
- Вайнов Антон Романович
- Вейцер Ізраїль Якович
- Верхових Василь Мефодійович
- Виростков Іван Олексійович
- Войцехівський Юрій Олександрович
- Гаркавий Ілля Іванович
- Голод Наум Павлович
- Гопнер Серафима Іллівна
- Горбачов Омелян Григорович
- Гулий Костянтин Макарович
- Давидов П. І.
- Демченко Микола Нестерович
- Дроздовський В. І.
- Дубовий Іван Наумович
- Дудник Яким Минович
- Зайцев Федір Іванович
- Заривайко Прокіп Авдійович
- Зеленський Тимофій Петрович
- Карлсон Карл Мартинович
- Картвелішвілі Лаврентій Йосипович
- Коваль Ксенофонт Федорович
- Косіор Станіслав Вікентійович
- Кузьменко Василь Денисович
- Лукашевич У. Л.
- Любченко Панас Петрович
- Макеєнко Михайло Микитович
- Марголін Натан Веніамінович
- Маркітан Павло Пилипович
- Масленко Павло Федорович
- Маслова В. П.
- Матяш Р. М.
- Михайлов Василь Михайлович
- Мишков Микола Гордійович
- Мулін Валентин Михайлович
- Мусульбас Іван Андрійович
- Налімов Михайло Миколайович
- Неживий Максим Федорович
- Окорков Костянтин Іванович
- Осипенко І. П.
- Петровський Григорій Іванович
- Пілацька Ольга Володимирівна
- Піскарьов Михайло Пилипович
- Полоз Михайло Миколайович
- Поляков Василь Васильович
- Порайко Василь Іванович
- Постишев Павло Петрович
- Постоловський Михайло Федотович
- Прокоф'єв П. М.
- Свистун Пантелеймон Іванович
- Семенов Борис Олександрович
- Сербиченко Олександр Калістратович
- Скрипник Микола Олексійович
- Снєгов Олексій Володимирович
- Собчинський П. Я.
- Соколов Олександр Гаврилович
- Строганов Василь Андрійович
- Сухомлин Кирило Васильович
- Таран-Гончаренко Феодосій Прохорович
- Тараненко Корній Семенович
- Терехов Роман Якович
- Хаханьян Григорій Давидович
- Хвиля Андрій Ананійович
- Чернявський Володимир Ілліч
- Чубар Влас Якович
- Чувирін Михайло Євдокимович
- Шварц Ісак Ізраїльович
- Шкадінов Микола Іванович
- Шліхтер Олександр Григорович
- Якір Йона Еммануїлович
- Якубенко Гнат Іванович

### Кандидати в члени Центрального комітету
- Бегайло Роман Олександрович
- Безруков Т. Г.
- Берзін Ян Антонович
- Болдирєв Д. Т.
- Векличев Георгій Іванович
- Герасимов А. Г.
- Голуб Федір Якович
- Горбань Михайло Карпович
- Гришин Олександр Сергійович
- Данилевська Марія Володимирівна
- Денисов Р. К.
- Жебровський Вацлав Юліанович
- Ільїн Ілля Львович
- Ільїн Ілля Мойсейович
- Канторович Соломон Ілліч
- Карасьов І. В.
- Карпухін А. В.
- Кліпов Ф. Ф.
- Коваленко Олексій Сергійович
- Коцюбинський Юрій Михайлович
- Кролевецький Георгій Васильович
- Кулик Іван Юліанович
- Левицький Михайло Васильович
- Левченко Микола Іванович
- Логачов І. І.
- Мазур Франц Тимофійович
- Макар Євсей Григорович
- Малій Іларіон Васильович
- Михайленко Яків Ісаакович
- Певзнер Олександр Маркович
- Петровський Данило Іванович
- Підсуха Василь Федорович
- Плахотников Андріан Іванович
- Плачинда Іван Семенович
- Погребняк Родіон Гнатович
- Річицький Андрій Андрійович
- Сапов Іван Андрійович
- Сірко Іван Миколайович
- Скалига Никифор Пилипович
- Скляревська П. А.
- Слюсаренко Феодосій Іванович
- Соловйов Іван Григорович
- Стукалов Михайло Євстахович
- Танигін Павло Михайлович
- Триліський Олексій Лукич

### Члени Центральної Контрольної комісії
- Абрамов М. П.
- Амелін Михайло Петрович
- Ананченко Хома Іванович
- Андрющенко А. С.
- Бабченко Т. А.
- Багно М. П.
- Безсонов Василь Антонович
- Білоцерківський Ю. О.
- Богданов Михайло Сергійович
- Василенко Марко Сергійович
- Вігонт Якоб Давидович
- Вітковська А. А.
- Вітковський Андрій Федорович
- Волков Олександр Васильович
- Воробйов Федір Парфенович
- Гаврилов Г. П.
- Гайцан Микола Іванович
- Гаркуша О. К.
- Голишев Георгій Юхимович
- Голов'янко Ф. М.
- Грязєв Іван Якович
- Деменко С. П.
- Демічев Михайло Панасович
- Дерелекін М. І.
- Дубовий Наум Іпатійович
- Ейгер М. Л.
- Єгорова Г. Д.
- Єгорова Т. І.
- Ємельяненко Петро Іванович
- Жуков Т. Д.
- Завицький Герман Михайлович
- Затонський Володимир Петрович
- Іванов Василь Тимофійович
- Іванов Олександр Олександрович
- Іванченко Д. Н.
- Ісаєв Іван Васильович
- Кандиба К. Г.
- Карасевич М. П.
- Карначов І. А.
- Квятек Казимир Францович
- Кисельов Аркадій Леонтійович
- Клюшкін Федір Іванович
- Коваленко П. К.
- Козлов М. К.
- Козюра Сергій Лаврентійович
- Коник Д. Ю.
- Корнійчук С. Й.
- Корнющенко Михайло Олександрович
- Коханський С. В.
- Кошелєв Семен Дмитрович
- Кравцов З. Ю.
- Кулешов П. О.
- Лагода Іван Микитович
- Лазоверт Самуїл Генрихович
- Лазукін О. П.
- Ларін С. Т.
- Левченко М. О.
- Лейбензон Марк Львович
- Леплевський Ізраїль Мойсейович
- Лесов С. М.
- Лихоус Г. І.
- Лісін Іван Іванович
- Майоров Михайло Мойсейович
- Маматченко Д. О.
- Маркін М. П.
- Марченко Федір Романович
- Маслюк П. Д.
- Мироненко А. М.
- Мірошниченко Д. Ю.
- Морозовська Ф. Е.
- Муценек Ян Янович
- Наваловський Михайло Дмитрович
- Нестеренко Лаврін Митрофанович
- Новиков Андрій Йосипович
- Озол В. К.
- Павнін Г. А.
- Передельський Єгор Романович
- Полуденко В. А.
- Просвірнін Іван Олексійович
- Рибніков Нісен Йосипович
- Риковський Стефан Йосипович
- Розіт Альфред Ріхардович
- Романов Георгій Іванович
- Ряппо Ян Петрович
- Савельєва О. М.
- Семічев Єгор Тимофійович
- Синайський-Михайлов Сергій Іванович
- Скрастинь Ян Едуардович
- Сметана Е. І.
- Стаханов Г. Й.
- Степований Я. М.
- Татько Пилип Петрович
- Томашун Ян Янович
- Усатенко О. В.
- Харитоненко Д. О.
- Харченюк О. Т.
- Храмов Володимир Іванович
- Чебукін Павло Васильович
- Шевченко О. Т.
- Шойхет М. Е.
- Штанько Т. С.
- Штефан С. Г.
- Шустер Ю. У.
- Юдін Ф. П.
- Юргенсон Ф.К
- Янсон Кіндрат Михайлович

### Члени Ревізійної комісії
- Барабаш М. П.
- Бойко Петро Дмитрович
- Винокамінь Абрам Мойсейович
- Гаврилов Іван Андрійович
- Кузьмиченко Ф. Н.
- Лівшиць Борис Якович
- Рабичев Наум Натанович
- Рубченко Іван Костянтинович
- Сова-Степняк Степан Овксентійович

## Зміни складу ЦК у період між з'їздами
- 28 січня 1932 року на Пленумі ЦК КП(б)У до складу ЦК кооптовані Реденс Станіслав Францевич, Румянцев Костянтин Андрійович, Пахомов Яків Захарович; із кандидатів у члени ЦК переведені Голуб Федір Якович, Канторович Соломон Ілліч, Коваленко Олексій Сергійович, Макар Євсей Григорович, Петровський Данило Іванович, Сапов Іван Андрійович, Триліський Олексій Лукич. Зі складу членів ЦК вибули Вейцер Ізраїль Якович, Верхових Василь Мефодійович, Горбачов Омелян Григорович, Марголін Натан Веніамінович, Окорков Костянтин Іванович, Снєгов Олексій Володимирович; зі складу кандидатів у члени ЦК вибули Векличев Георгій Іванович, Данилевська Марія Володимирівна, Жебровський Вацлав Юліанович, Кролевецький Георгій Васильович, Левицький Михайло Васильович, Левченко Микола Іванович.
- 12 жовтня 1932 року на Пленумі ЦК КП(б)У до складу ЦК кооптовані Акулов Іван Олексійович та Хатаєвич Мендель Маркович.
- 18 жовтня 1932 року на Пленумі ЦК КП(б)У до складу ЦК кооптований Одинцов Олександр Васильович.
- 4 січня 1933 року на Пленумі ЦК КП(б)У до складу ЦК кооптований Андреєв Сергій Ілліч.
- 5—7 лютого 1933 року на Пленумі ЦК КП(б)У до складу ЦК кооптований Вегер Євген Ілліч, переведений з кандидатів у члени ЦК Ільїн Ілля Львович.
- 26 лютого 1933 року на Пленумі ЦК КП(б)У до складу ЦК кооптований Попов Микола Миколайович.
- 27 лютого 1933 року на Пленумі ЦКК КП(б)У до складу ЦКК кооптовані Банкович Ян Мартинович, Зюльков Федір Іванович, Макаров Тимофій Георгійович.
- 22 квітня 1933 року на Пленумі ЦК КП(б)У до складу ЦК кооптовані Саркісов Саркіс Артемович та Шелехес Ілля Савелійович.
- 8—11 червня 1933 року на Пленумі ЦК КП(б)У до складу ЦК кооптовані Асаткін Олександр Миколайович, Брускін Олександр Давидович, Булат Гурген Осипович, Владимиров Леонід Семенович, Іванов Микола Геннадійович, Литвин Михайло Йосипович; до складу кандидатів у члени ЦК КП(б)У кооптовані Єленін Георгій Семенович та Кіллерог Михайло Маркович. Зі складу членів ЦК вибули Макар Євсей Григорович і Сербиченко Олександр Калістратович.
- 28 серпня 1933 року на Пленумі ЦК КП(б)У зі складу членів ЦК виведений Давидов П. І.
- 18—22 листопада 1933 року на Пленумі ЦК КП(б)У зі складу кандидатів у члени ЦК виведені Річицький Андрій Андрійович та Сірко Іван Миколайович.